# Pokrywa skrzelowa

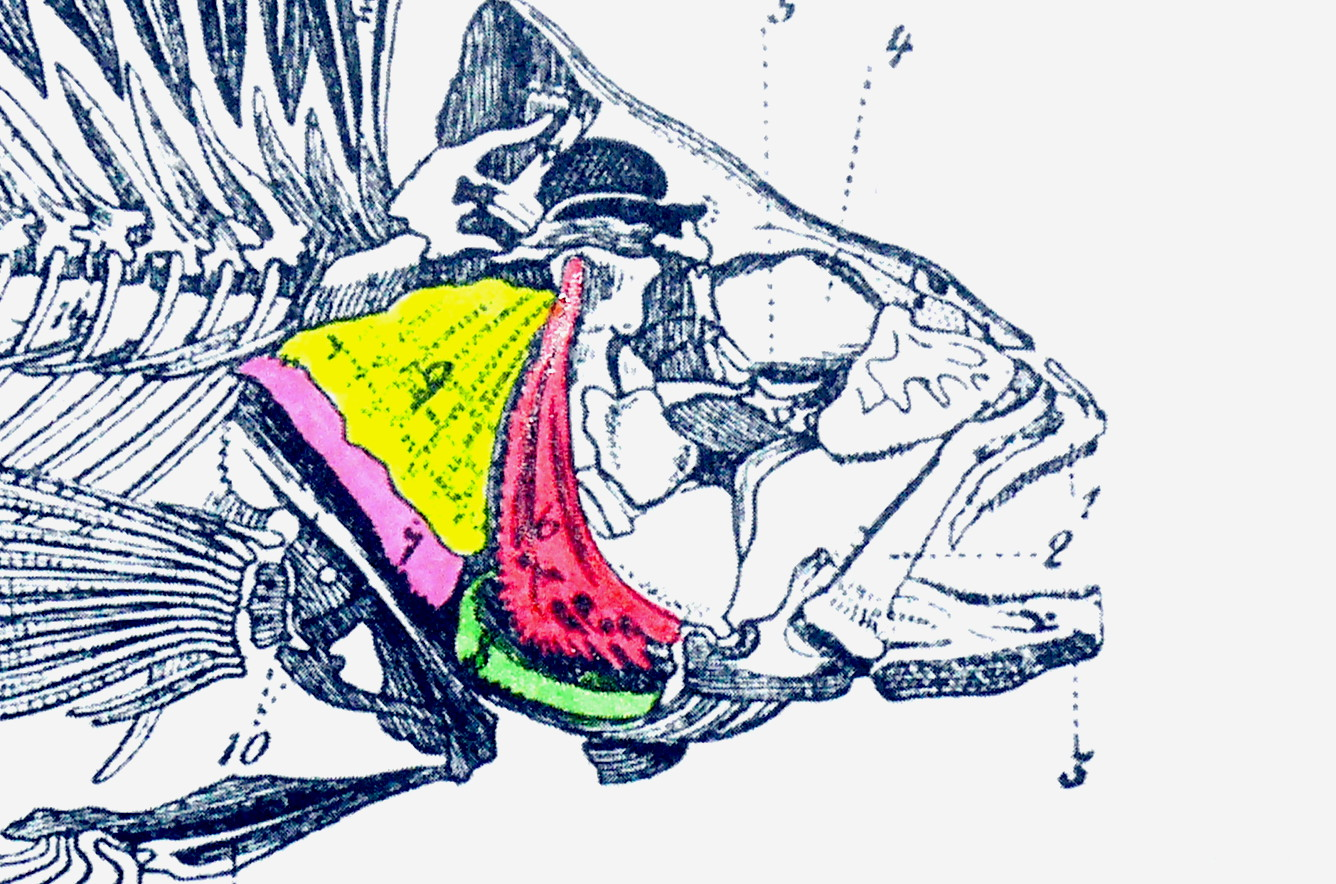
Kości pokrywy skrzelowej: operculum (kolor żółty), preoperculum (czerwony), interoperculum (zielony) i suboperculum (różowy)

Pokrywa skrzelowa – twór kostny ryb kostnoszkieletowych oraz wymarłych prawieczkowców, zasłaniający od zewnątrz komorę skrzelową razem ze skrzelami oraz pełniący ważną rolę w procesie oddychania ryb. U chimer występuje w formie zaczątkowej. Pokrywa skrzelowa nazywana jest często w literaturze wieczkiem skrzelowym (łac. operculum), które jest jej największą częścią.
W miarę rozwoju osobniczego na łuku gnykowym powstaje fałd skórny, który rozrasta się ku tyłowi ciała, stopniowo zasłaniając od zewnątrz szpary skrzelowe. W obrębie skóry tego fałdu pojawiają się płytki kostne, tworzące ruchomą pokrywę skrzelową, ograniczającą otwór skrzelowy (podwieczkowy). U większości ryb otwór skrzelowy jest duży, a u niektórych (np. węgorzokształtne) przyjmuje postać małej szczeliny. Pokrywa skrzelowa jest połączona stawowo z łukiem gnykowym i porusza się jako całość. Jej tylny brzeg pozostaje wolny. 
Pokrywa skrzelowa składa się z następujących płytek kostnych:
- kość wieczkowa, nazywana też wieczkiem[1] lub pokrywą[7] (łac. operculum),
- kość przedwieczkowa, przedpokrywowa, przedpokrywa (praeoperculum, preoperculum),
- kość podwieczkowa, podpokrywowa, podpokrywa (suboperculum) – nie występuje u sumokształtnych[1] i Gymnotiformes[4],
- kość międzywieczkowa, międzypokrywowa, międzypokrywa (interoperculum),
- kość skrzelowo-pokrywowa (branchioperculum),
- kość nadprzedwieczkowa (supra preoperculum),
- promienie wieczkowe, nazywane też skrzelopokrywowymi lub podskrzelowymi (radii branchiostegi).

Płytki wchodzące w skład pokrywy skrzelowej są kośćmi pochodzenia skórnego. Krawędzie wieczka lub przedpokrywy mogą być gładkie lub ząbkowane, na ich powierzchni mogą występować płaskie kolce lub inne zgrubienia lub prążkowania, stanowiące często cechy diagnostyczne. Kolce niektórych ryb są połączone z gruczołami jadowymi.
Główną funkcją pokryw skrzelowych jest ochrona skrzeli przed uszkodzeniami mechanicznymi. Ponadto ruchy pokryw skrzelowych, poruszanych otaczającymi je mięśniami, uczestniczą w przepompowywaniu wody przez komory skrzelowe. Ryba zasysa wodę do pyska poprzez jego otwarcie i rozciągnięcie, przy jednoczesnym przyciągnięciu do ciała pokryw skrzelowych. Woda dostaje się do komory skrzelowej i opłukuje listki skrzelowe. Zamknięcie pyska i odchylenie pokryw skrzelowych od ciała powoduje wypchnięcie wody z komory skrzelowej na zewnątrz organizmu. Z krawędzi pokrywy skrzelowej zwisa płat skórny (błona podskrzelowa), który – wraz z zamkniętym pyskiem i skurczeniem jamy gębowej – uniemożliwia cofnięcie się wody z otoczenia do komory skrzelowej.
Ryby, które nie mają tryskawki, posiadają na wewnętrznej powierzchni wieczka skrzelowego nibyskrzele (skrzele rzekome). Stopień jego rozwoju jest bardzo różny w poszczególnych grupach systematycznych. 
Na łuku gnykowym chimer (zrosłogłowe) rozwijają się pręciki chrzęstne, które tworzą rusztowanie dla zaczątkowego wieczka skrzelowego.